# Danh sách cầu thủ tham dự Cúp COSAFA 2013
Đây là các đội hình tham dự Cúp COSAFA 2013, diễn ra từ 6 tháng 7 đến 20 tháng 7 năm 2013.  Tuổi và câu lạc bộ của cầu thủ được tính đến ngày khai mạc giải đấu.  Cầu thủ được đánh dấu (c) là đội trưởng của đội tuyển quốc gia đó.

## Angola
Vì sự phát triển của đội tuyển Olympic Angola, tất cả các cầu thủ đều là U-23.
Huấn luyện viên:  Gustavo Ferrín
| 0#0 | Vị trí | Cầu thủ          | Ngày sinh và tuổi           | Câu lạc bộ               |
| --- | ------ | ---------------- | --------------------------- | ------------------------ |
| 1   | TM     | Nelson           | 31 tháng 12, 1992 (20 tuổi) | Petro Atlético           |
| 2   | HV     | Chonene          | 30 tháng 12, 1994 (18 tuổi) | Onze Bravos              |
| 3   | HV     | Ary              | 6 tháng 8, 1992 (20 tuổi)   | C.R.D. Libolo            |
| 4   | HV     | Abdul            | 7 tháng 4, 1994 (19 tuổi)   | Petro Atlético           |
| 5   | HV     | Vado             | 20 tháng 5, 1993 (20 tuổi)  | ASA                      |
| 6   | HV     | Gui              | 14 tháng 9, 1993 (19 tuổi)  | CDE Norberto de Castro   |
| 7   | TV     | Eddy             | 7 tháng 3, 1994 (19 tuổi)   | Petro Atlético           |
| 8   | TV     | Ito              | 29 tháng 11, 1994 (18 tuổi) | Petro Atlético           |
| 9   | TV     | Ary Papel        | 6 tháng 5, 1994 (19 tuổi)   | Primeiro de Agosto       |
| 10  | TĐ     | Filhão           | 14 tháng 6, 1995 (18 tuổi)  | Petro Atlético           |
| 11  | TV     | Diógenes Capemba | 1 tháng 1, 1997 (16 tuổi)   | Petro Atlético           |
| 12  | TM     | Mig              | 11 tháng 1, 1993 (20 tuổi)  | Petro Atlético           |
| 13  | TV     | Belito           | 16 tháng 10, 1996 (16 tuổi) | Primeiro de Agosto       |
| 14  | TV     | Mano             | 12 tháng 8, 1991 (21 tuổi)  | Petro Atlético           |
| 15  | TV     | Carlinhos        |                             | Petro Atlético           |
| 16  | TV     | Almeida          |                             | CD São Salvador do Zaire |
| 18  | TĐ     | Mabululu         | 1 tháng 6, 1992 (21 tuổi)   | Petro Atlético           |

## Botswana
Huấn luyện viên:  Stanley Tshosane
| Số | Vt | Cầu thủ               | Ngày sinh (tuổi) | Số trận | Câu lạc bộ |
| -- | -- | --------------------- | ---------------- | ------- | ---------- |
|    |    | Alphonse Modisaotsile |                  |         |            |
|    |    | Edwin Olerile         |                  |         |            |
|    |    | Galabgwe Moyana       |                  |         |            |
|    |    | Gaopatwe Seosenyeng   |                  |         |            |
|    |    | Gift Moyo             |                  |         |            |
|    |    | Jackie Mothatego      |                  |         |            |
|    |    | Kekaetswe Moloi       |                  |         |            |
|    |    | Lemponye Tshireletso  |                  |         |            |
|    |    | Moemedi Moatlhaping   |                  |         |            |
|    |    | Mompati Thuma         |                  |         |            |
|    |    | Mompoloki Sephekolo   |                  |         |            |
|    |    | Moshe Gaolaolwe       |                  |         |            |
|    |    | Ndiyapo Letsholathebe |                  |         |            |
|    |    | Noah Maposa           |                  |         |            |
|    |    | Ntesang Simanyana     |                  |         |            |
|    |    | Oscar Ncenga          |                  |         |            |
|    |    | Richard Legwaila      |                  |         |            |
|    |    | Tebogo Sembowa        |                  |         |            |
|    |    | Tebogo Sosome         |                  |         |            |
|    |    | Tshepo Motlhabankwe   |                  |         |            |

## Kenya
Huấn luyện viên:  Adel Amrouche
| Số | Vt | Cầu thủ        | Ngày sinh (tuổi) | Số trận | Câu lạc bộ |
| -- | -- | -------------- | ---------------- | ------- | ---------- |
|    | TM | Duncan Ochieng |                  |         |            |
|    | TM | Wilson Obungu  |                  |         |            |
|    | TM | Jerim Onyango  |                  |         |            |
|    | HV | Mulinge Ndetto |                  |         |            |
|    | HV | David Owino    |                  |         |            |
|    | HV | David Ochieng  |                  |         |            |
|    | HV | Brian Mandela  |                  |         |            |
|    | HV | Joackons Atudo |                  |         |            |
|    | TV | Mohammed Musa  |                  |         |            |
|    | TV | John Mwangi    |                  |         |            |
|    | TV | Edwin Wafula   |                  |         |            |
|    | TV | Peter Opiyo    |                  |         |            |
|    | TV | Francis Kahata |                  |         |            |
|    | TV | Edwin Lavatsa  |                  |         |            |
|    | TV | Teddy Akumu    |                  |         |            |
|    | TV | Collins Okoth  |                  |         |            |
|    | TĐ | Johanna Omolo  |                  |         |            |
|    | TĐ | David Gateri   |                  |         |            |
|    | TĐ | Jamal Mohammed |                  |         |            |
|    | TĐ | Ali Bhai       |                  |         |            |
|    | TĐ | Aboid Omar     |                  |         |            |
|    | TĐ | David Seda     |                  |         |            |

## Lesotho
Huấn luyện viên:  Leslie Notši
| Số | Vt | Cầu thủ             | Ngày sinh (tuổi) | Số trận | Câu lạc bộ |
| -- | -- | ------------------- | ---------------- | ------- | ---------- |
| 1  |    | Liteboho Mokhehle   |                  |         |            |
| 2  |    | Mokhahlane Ralekoti |                  |         |            |
| 3  |    | Basia Makepe        |                  |         |            |
| 4  |    | Mofolo Motlalepula  |                  |         |            |
| 5  |    | Moitheri Ntobo      |                  |         |            |
| 6  |    | Maile Tlali         |                  |         |            |
| 7  |    | Lehlomela Ramabele  |                  |         |            |
| 8  |    | Molibeli Janefeke   |                  |         |            |
| 9  |    | Tale Thapelo        |                  |         |            |
| 10 |    | Katleho Moleko      |                  |         |            |
| 11 |    | Koetle Tsoanelo     |                  |         |            |
| 12 |    | Masualle Thabo      |                  |         |            |
| 14 |    | Moletsane Bushy     |                  |         |            |
| 15 |    | Litsepe Marabe      |                  |         |            |
| 16 |    | Phasumane Kholuoe   |                  |         |            |
| 17 |    | Jeremia Kamela      |                  |         |            |
| 18 |    | Nkau Lerotholi      |                  |         |            |
| 19 |    | Potloane Mabuti     |                  |         |            |
| 20 |    | Philip Letsie       |                  |         |            |
| 22 |    | Tsepo Seturumane    |                  |         |            |

## Malawi
Huấn luyện viên:  Tom Saintfiet
| 0#0 | Vị trí | Cầu thủ             | Ngày sinh và tuổi           | Câu lạc bộ               |
| --- | ------ | ------------------- | --------------------------- | ------------------------ |
| 1   | TM     | Simplex Nthala      | 24 tháng 2, 1988 (25 tuổi)  | Vilankulo                |
| 2   | TV     | Fisher Kondowe      | 11 tháng 6, 1982 (31 tuổi)  | Big Bullets              |
| 3   | HV     | Moses Chavula       | 8 tháng 8, 1985 (27 tuổi)   | Costa do Sol             |
| 4   | TĐ     | Chiukepo Msowoya    | 23 tháng 9, 1988 (24 tuổi)  | Maxaquene                |
| 5   | HV     | James Sangala       | 20 tháng 8, 1986 (26 tuổi)  | Unattached               |
| 6   | TV     | Davie Banda         | 22 tháng 12, 1983 (29 tuổi) | Kamuzu Barracks          |
| 7   | TV     | Micium Mhone        | 19 tháng 6, 1995 (18 tuổi)  | Blue Eagles              |
| 8   | TV     | Young Chimodzi      | 16 tháng 1, 1987 (26 tuổi)  | Silver Tiền đạo          |
| 9   | HV     | Douglas Chirambo    | 22 tháng 4, 1990 (23 tuổi)  | Big Bullets              |
| 10  | TV     | Joseph Kamwendo (c) | 23 tháng 10, 1986 (26 tuổi) | Liga Muçulmana de Maputo |
| 11  | TV     | Ndaziona Chatsalira | 8 tháng 11, 1992 (20 tuổi)  | Silver Tiền đạo          |
| 12  | TV     | Chimango Kaira      | 28 tháng 9, 1993 (19 tuổi)  | Big Bullets              |
| 13  | TV     | Frank Banda         | 12 tháng 1, 1991 (22 tuổi)  | Silver Tiền đạo          |
| 14  | TĐ     | Boniface Kaulesi    |                             | Red Lions                |
| 15  | HV     | George Nyirenda     | 23 tháng 12, 1995 (17 tuổi) | Big Bullets              |
| 16  | TM     | Owen Chaima         | 16 tháng 2, 1989 (24 tuổi)  | Big Bullets              |
| 17  | TĐ     | Jimmy Zakazaka      | 27 tháng 12, 1984 (28 tuổi) | FC Cape Town             |
| 18  | TĐ     | Gastin Simkonda     | 26 tháng 2, 1993 (20 tuổi)  | Moyale Barracks          |
| 19  | HV     | John Lanjesi        | 3 tháng 3, 1991 (22 tuổi)   | CIVO United              |
| 20  | HV     | Bongani Kaipa       | 11 tháng 12, 1993 (19 tuổi) | Mighty Wanderers         |

## Mauritius
Huấn luyện viên:  Akbar Patel
| Số | Vt | Cầu thủ                            | Ngày sinh (tuổi) | Số trận | Câu lạc bộ |
| -- | -- | ---------------------------------- | ---------------- | ------- | ---------- |
| 1  | TM | Joe Ivahn Marie Jose               |                  |         |            |
| 2  |    | Chandraya veeranah                 |                  |         |            |
| 3  |    | Jean Bazerque                      |                  |         |            |
| 4  |    | Joye Estazie                       |                  |         |            |
| 5  |    | Jean Emmanuel Cedric Permal        |                  |         |            |
| 6  |    | Christopher Le'enclume             |                  |         |            |
| 7  |    | Jean Franco Hypolite               |                  |         |            |
| 8  |    | Peter Donavan Colin Bell (Captain) |                  |         |            |
| 9  |    | John Calambe                       |                  |         |            |
| 10 |    | Louis Laval Fabrice Pithia         |                  |         |            |
| 11 |    | Jean Stephan Pierre                |                  |         |            |
| 12 |    | Menzy Angelo Coco                  |                  |         |            |
| 13 |    | Jean Francois Denis Dookee         |                  |         |            |
| 14 |    | Jimmy Percy Hendrix Buckland       |                  |         |            |
| 15 |    | Andy Patate                        |                  |         |            |
| 16 | TM | Aboo Bakar Augustin                |                  |         |            |
| 17 |    | Louis Desire Fabien Pithia         |                  |         |            |
| 18 |    | Louis Guiyano Chiffone             |                  |         |            |
| 19 |    | Sewram Gobin                       |                  |         |            |
| 20 |    | Luther Murphy Rose                 |                  |         |            |

## Mozambique
Huấn luyện viên:  João Chissano
| Số | Vt | Cầu thủ            | Ngày sinh (tuổi) | Số trận | Câu lạc bộ |
| -- | -- | ------------------ | ---------------- | ------- | ---------- |
|    | TM | Gervasio Cossa     |                  |         |            |
|    | TM | Ricardo De Campos  |                  |         |            |
|    | HV | Gabito             |                  |         |            |
|    | HV | Joao Aguiar        |                  |         |            |
|    | HV | Francisco Miocha   |                  |         |            |
|    | HV | Benedito Bernardo  |                  |         |            |
|    | HV | Miró               |                  |         |            |
|    | HV | Joao Mazive        |                  |         |            |
|    | HV | Dario Khan         |                  |         |            |
|    | HV | Zainadine Junior   |                  |         |            |
|    | TV | Momed Hagi         |                  |         |            |
|    | TV | Saddan Guambe      |                  |         |            |
|    | TV | Domingues          |                  |         |            |
|    | TV | Manuel Uetimane    |                  |         |            |
|    | TV | Ernesto Stelio     |                  |         |            |
|    | TV | Alberto Diogo      |                  |         |            |
|    | TV | Guilherme Manhique |                  |         |            |
|    | TĐ | Sonito             |                  |         |            |
|    | TĐ | Hélder Pelembe     |                  |         |            |
|    | TĐ | Antonio Afonso     |                  |         |            |
|    | TĐ | Mario Sinamunda    |                  |         |            |
|    | TĐ | Manuel Fernandes   |                  |         |            |

## Namibia
Huấn luyện viên:  Ricardo Mannetti
| 0#0 | Vị trí | Cầu thủ            | Ngày sinh và tuổi           | Câu lạc bộ          |
| --- | ------ | ------------------ | --------------------------- | ------------------- |
| 2   | HV     | Denzil Haoseb      | 25 tháng 2, 1991 (22 tuổi)  | Black Africa        |
| 3   | HV     | Ananias Gebhardt   | 8 tháng 9, 1988 (24 tuổi)   | Tigers              |
| 4   | HV     | Willem Mwedihanga  | 7 tháng 1, 1986 (27 tuổi)   | AmaZulu             |
| 5   | HV     | Dacosta Angula (c) | 17 tháng 3, 1987 (26 tuổi)  | Black Africa        |
| 6   | HV     | Larry Horaeb       | 12 tháng 11, 1991 (21 tuổi) | Ramblers            |
| 7   | TV     | Deon Hotto         | 29 tháng 10, 1990 (22 tuổi) | African Stars       |
| 8   | TV     | Willy Stephanus    | 26 tháng 6, 1991 (22 tuổi)  | Black Africa        |
| 9   | TĐ     | Roger Katjiteo     | 26 tháng 3, 1993 (20 tuổi)  | Black Africa        |
| 10  | TV     | Riaan Cloete       | 30 tháng 11, 1985 (27 tuổi) | African Stars       |
| 11  | TĐ     | Harold Ochurub     | 22 tháng 5, 1983 (30 tuổi)  | Mighty Gunners      |
| 12  | HV     | Chris Katjiukua    | 25 tháng 10, 1986 (26 tuổi) | African Stars       |
| 13  | TV     | Emilio Martin      | 15 tháng 8, 1990 (22 tuổi)  | Ramblers            |
| 14  | HV     | Denis Tjetjinda    | 23 tháng 3, 1985 (28 tuổi)  |                     |
| 16  | TM     | Virgil Vries       | 29 tháng 3, 1989 (24 tuổi)  | Maritzburg United   |
| 17  | TĐ     | Sadney Urikhob     | 20 tháng 1, 1992 (21 tuổi)  | AmaZulu             |
| 19  | TV     | Petrus Shitembi    | 11 tháng 5, 1992 (21 tuổi)  | Pretoria University |
| 20  | TV     | Neville Tjiueza    | 6 tháng 9, 1993 (19 tuổi)   | Tura Magic          |
| 21  | TĐ     | Pinehas Jakob      | 29 tháng 10, 1985 (27 tuổi) | Tigers              |
| 22  | HV     | Freedom Puriza     | 22 tháng 6, 1980 (33 tuổi)  | African Stars       |
| 23  | TM     | Efriam Tjihonge    | 23 tháng 5, 1986 (27 tuổi)  | Milano United       |

## Seychelles
Huấn luyện viên:  Jan Mak
| Số | Vt | Cầu thủ            | Ngày sinh (tuổi) | Số trận | Câu lạc bộ |
| -- | -- | ------------------ | ---------------- | ------- | ---------- |
| 1  | TM | Dave Mussard       |                  |         |            |
| 2  |    | Yannick Mando      |                  |         |            |
| 3  |    | Boinoit Marie      |                  |         |            |
| 4  |    | Ronny Hoareau (c)  |                  |         |            |
| 5  |    | Alex Nibourette    |                  |         |            |
| 6  |    | Steve Henriette    |                  |         |            |
| 8  |    | Bernard Stange     |                  |         |            |
| 9  |    | Randolph Lablanche |                  |         |            |
| 10 |    | Yves Zialor        |                  |         |            |
| 11 |    | Darwind Rosette    |                  |         |            |
| 12 |    | Patrick Bonne      |                  |         |            |
| 13 |    | Colin Esther       |                  |         |            |
| 14 |    | Adrian constance   |                  |         |            |
| 15 |    | Ronny Maringo      |                  |         |            |
| 16 |    | Nelson Laurence    |                  |         |            |
| 17 |    | Gervais Waye-Hive  |                  |         |            |
| 18 |    | Kitson Cecile      |                  |         |            |
| 19 |    | Betrand Lablanche  |                  |         |            |
| 20 | TM | Jules Monnaie      |                  |         |            |

## Nam Phi
Huấn luyện viên:  Gordon Igesund
| Số | Vt | Cầu thủ              | Ngày sinh (tuổi) | Số trận | Câu lạc bộ |
| -- | -- | -------------------- | ---------------- | ------- | ---------- |
| 1  | TM | Wayne Sandilands     |                  |         |            |
| 16 | TM | Siyabonga Mpontshane |                  |         |            |
| 14 | HV | Bevan Fransman       |                  |         |            |
| 8  | HV | Buhle Mkhwanazi      |                  |         |            |
| 3  | HV | Sibusiso Khumalo     |                  |         |            |
| 5  | HV | Gladwin Shitolo      |                  |         |            |
| 4  | HV | Thulani Hlatshwayo   |                  |         |            |
| 17 | HV | Edward Manqele       |                  |         |            |
| 2  | HV | Tshepo Gumede        |                  |         |            |
| 7  | TV | Sibusiso Msomi       |                  |         |            |
| 10 | TV | Lerato Chabangu      |                  |         |            |
| 6  | TV | Hlompho Kekana       |                  |         |            |
| 11 | TV | Mandla Masango       |                  |         |            |
| 20 | TV | Lehlohonolo Nonyane  |                  |         |            |
| 15 | TV | Jabulani Shongwe     |                  |         |            |
| 13 | TV | Ruzaigh Gamaldien    |                  |         |            |
| 9  | TĐ | Katlego Mashego      |                  |         |            |
| 19 | TĐ | Mzikayise Mashaba    |                  |         |            |
| 12 | TĐ | Lebogang Manyana     |                  |         |            |
| 18 | TĐ | Thabani Mthembu      |                  |         |            |

## Swaziland
Huấn luyện viên:  Valerie Billen
| Số | Vt | Cầu thủ               | Ngày sinh (tuổi) | Số trận | Câu lạc bộ |
| -- | -- | --------------------- | ---------------- | ------- | ---------- |
| 1  |    | Nhlanla Gwebu         |                  |         |            |
| 2  |    | Sifiso Mabila         |                  |         |            |
| 3  |    | Jerome Ntshalintshali |                  |         |            |
| 4  |    | Lwazi Maziya          |                  |         |            |
| 5  |    | Vuyani Mazibuko       |                  |         |            |
| 6  |    | Sibonginkosi Gamedze  |                  |         |            |
| 7  |    | Wonder Nhleko         |                  |         |            |
| 8  |    | Mndeni Mamba          |                  |         |            |
| 9  |    | Nhlanhla Kunene       |                  |         |            |
| 10 |    | Darren Christie       |                  |         |            |
| 11 |    | Mcolisi Lukhele       |                  |         |            |
| 12 |    | Sifiso Vilakati       |                  |         |            |
| 13 |    | Nicholas Carrington   |                  |         |            |
| 14 |    | Dennis Fakudze        |                  |         |            |
| 15 |    | Sabelo Ndzinisa       |                  |         |            |
| 16 |    | Mphikeleli Dlamini    |                  |         |            |
| 17 |    | Zweli Nxumalo         |                  |         |            |
| 18 |    | Bonginkosi Dlamini    |                  |         |            |
| 19 |    | Sanele Mkhweli        |                  |         |            |
| 20 |    | Nkosingphile Tsabedze |                  |         |            |

## Zimbabwe
Huấn luyện viên:  Klaus Pagels
| Số | Vt | Cầu thủ                | Ngày sinh (tuổi) | Số trận | Câu lạc bộ |
| -- | -- | ---------------------- | ---------------- | ------- | ---------- |
| 1  | TM | Munyaradzi Diya        |                  |         |            |
| 2  |    | Last Chibwiro          |                  |         |            |
| 3  |    | Ocean Mushure          |                  |         |            |
| 4  |    | Nicholas Guyo          |                  |         |            |
| 5  |    | Hardlife Zvirekwi      |                  |         |            |
| 6  |    | Silas Dylan Songani    |                  |         |            |
| 7  |    | Ronald Chitiyo         |                  |         |            |
| 8  |    | Eric Chipeta           |                  |         |            |
| 10 |    | Nicholas Alifandika    |                  |         |            |
| 11 |    | Charles Sibanda        |                  |         |            |
| 12 |    | Ali Sadiki             |                  |         |            |
| 14 |    | Masimba Mambare (c)    |                  |         |            |
| 15 | TĐ | Simba Sithole          |                  |         |            |
| 16 | TM | Tafadzwa Dube          |                  |         |            |
| 17 |    | Devon Chafa            |                  |         |            |
| 18 |    | Felix Chindunwe        |                  |         |            |
| 20 |    | Lot Chiwunga           |                  |         |            |
| 21 |    | Prosper Matizanadzo    |                  |         |            |
| 22 |    | Tendai Ndoro           |                  |         |            |
| 23 | TM | Maxwell Nyamupanedengu |                  |         |            |

## Zambia
Huấn luyện viên:  Hervé Renard
| Số | Vt | Cầu thủ               | Ngày sinh (tuổi) | Số trận | Câu lạc bộ |
| -- | -- | --------------------- | ---------------- | ------- | ---------- |
| 20 |    | Alex N'gonga          |                  |         |            |
| 10 |    | Bornwell Mwape        |                  |         |            |
| 8  |    | Brian Chewe           |                  |         |            |
| 5  |    | Bronson Chama         |                  |         |            |
| 7  |    | Bruce Musakanya       |                  |         |            |
| 15 |    | Christopher Munthali  |                  |         |            |
| 1  |    | Danny Munyao          |                  |         |            |
| 13 |    | Claude Bwalya         |                  |         |            |
| 3  |    | Fackson Kapumbu       |                  |         |            |
| 9  |    | Festus Mbewe          |                  |         |            |
| 2  |    | Jimmy Mulilo Chisenga |                  |         |            |
| 11 |    | Julius Situmbeko      |                  |         |            |
| 12 |    | Kabaso Chongo         |                  |         |            |
| 4  |    | Kondwani Mtonga       |                  |         |            |
| 14 |    | Misheck Chaila        |                  |         |            |
| 18 |    | Moses Phiri           |                  |         |            |
| 17 |    | Mukuka Mulenga        |                  |         |            |
| 6  |    | Masautso Zimba        |                  |         |            |
| 16 |    | Joshua Titima         |                  |         |            |
| 19 |    | Sydney Kalume         |                  |         |            |